# エクシオジャパン
株式会社エクシオジャパンは、保育園運営や保育ICTシステム開発といった保育事業を軸とした児童福祉サービス会社。
全国で英語教育やリトミックを取り入れた51園の保育園を運営する他、保育ICTシステムサービス、ベビーシッターサービス、保育士資格取得支援サービス、レストランサービスなどを手掛ける。

## 株式会社エクシオホールディングスとの関係
株式会社エクシオジャパン（EXEO Japan Co., Ltd.）は、上場企業である株式会社エクシオホールディングスの子会社である。エクシオホールディングスのグループ企業として、保育事業、飲食事業、ICT事業およびベビーシッター事業を手がけており、複数の分野にわたるサービスを展開している。

## 概要
株式会社エクシオジャパンは、現代表取締役社長・佐伯猛が1996年5月、東京都中央区にて生命保険・損害保険の代理店業務を開始したことを起点として誕生した。その後、顧客サービスの一環として婚活事業および飲食事業を手がけ、全国で婚活パーティーを開催。2004年2月には、有限会社から株式会社へと組織変更。2007年6月に、本社を横浜市西区(GM21ビル)に移転した。
2013年にはハワイでのウェディング事業を開始し、現地での挙式プロデュースを手がけている。
現在は、保育園の運営および保育ICTシステムの開発を軸に、児童福祉関連の多様な事業を展開。英語教育やリトミックを取り入れた保育園を全国で運営するほか、ベビーシッターサービスや保育士資格取得支援といったサービスにも力を入れている。
また、保育業務の効率化を図るICTシステムの開発・提供に注力し、行政機関や企業に向けた保育支援にも対応。あわせて、飲食事業としてレストラン運営も行い、保育と暮らしをつなぐサービスを幅広く提供している。
2024年7月には株式移転により、株式会社エクシオホールディングスを設立。エクシオジャパンは同社の完全子会社となり、2025年6月にはTOKYO PRO Marketに上場した。

## 沿革[10]
| 年 月         | 概要 |
| 2001年11月    | 生命保険損害保険代理店を目的として、有限会社エクシオジャパンを東京都中央区に（資本金３百万円）設立 |
| 2002年3月     | 婚活イベント、結婚相談所の運営を目的とした婚活事業を開始 |
| 2004年2月     | 株式会社エクシオジャパンに組織変更（現当社、資本金５千万円） |
| 2007年6月     | 本社を横浜市西区(GM 21 ビル)に移転 |
| 2012年4月     | 神奈川県横浜市に認可外保育所「サンライズキッズインターナショナルスクール横浜校」を開校し、認可外保育事業を開始 ※ 2024年3月に「サンライズキッズインターナショナルスクール横浜校」を譲渡 |
| 2014年8月     | ディズニーリゾート内イクスピアリにカフェ・カイラをオープン |
| 2017年4月     | 東京都北区に小規模認可保育所「サンライズキッズ保育園 北区園」を開園し、 小規模認可保育事業を開始 神奈川県相模原市に小規模認可保育所「サンライズキッズ保育園 相模原園」を開園 愛知県名古屋市に小規模認可保育所「サンライズキッズ 名古屋港園」を開園 千葉県習志野市に小規模認可保育所「サンライズキッズ保育園 津田沼園」を開園 千葉県習志野市に小規模認可保育所「サンライズキッズ保育園 奏の杜園」を開園 東京都文京区に小規模認可保育所「サンライズキッズ保育園 白山園」を開園 運営の小規模認可保育所が６施設、認可外保育所が１施設となる |
| 2018年4月 7月 | 保育士人材派遣事業の開始 保育士資格取得事業の開始 神奈川県小田原市に小規模認可保育所「サンライズキッズ保育園 小田原園」を開園 滋賀県大津市に小規模認可保育所「サンライズキッズ保育園 大津園」を開園 滋賀県湖南市に小規模認可保育所「サンライズキッズ保育園 湖南石部園」を開園 大阪府高槻市に小規模認可保育所「サンライズキッズ保育園 高槻園」を開園 鳥取県境港市に小規模認可保育所「サンライズキッズ保育園 境港園」を開園 千葉県習志野市に小規模認可保育所「サンライズキッズ保育園 谷津園」を開園 愛知県一宮市に小規模認可保育所「サンライズキッズ保育園 今伊勢園」を開園 愛知県稲沢市に小規模認可保育所「サンライズキッズ保育園 国府宮園」を開園 大阪府高槻市に小規模認可保育所「サンライズキッズ保育園 高槻駅前園」を開園 翔泳社が出版する福祉教科書 「ゴロ合わせでらくらく暗記！保育士完全合格要点ブック」を出版 運営の小規模認可保育所が 15 施設、認可外保育所が１施設となる |
| 2019年4月     | 神奈川県平塚市に企業主導型保育所「サンライズキッズインターナショナルスクール湘南平塚校」を開校し、企業主導型保育事業を開始 東京都江東区に小規模認可保育所「サンライズキッズ保育園 亀戸園」を開園 神奈川県平塚市に小規模認可保育所「サンライズキッズ保育園 平塚園」を開園 神奈川県厚木市に小規模認可保育所「サンライズキッズ保育園 厚木園」を開園 千葉県君津市に小規模認可保育所「サンライズキッズ保育園 君津園」を開園 滋賀県大津市に小規模認可保育所「サンライズキッズ保育園 瀬田駅前園」を開園 広島県広島市に小規模認可保育所「サンライズキッズ保育園 観音新町園」を開園 千葉県千葉市に小規模認可保育所「サンライズキッズ 都賀園」を開園 |
| 2019年6月     | 児童福祉事業ICT化システム「Hoic」をリリース、ICT事業を開始 運営の小規模認可保育所が 22 施設、企業主導型保育所が１施設、認可外保育所が１施設となる 児童福祉事業ICT化システム「Hoic・GAKUDOU」が全国 11 施設の保育園・学童・子育て支援施設で導入となる |
| 2020年        | 児童福祉事業ICT化システム「Hoic・GAKUDOU」が全国 26 施設の保育園・学童・子育て支援施設で導入となる |
| 2021年4月     | 兵庫県伊丹市に認可保育所「サンライズキッズ保育園 伊丹園」を開園し、認可保育事業を開始 長野県松本市に小規模認可保育所「サンライズキッズ保育園 松本園」を開園 長野県安曇野市に小規模認可保育所「サンライズキッズ保育園 安曇野園」を開園 千葉県市川市に小規模認可保育所「サンライズキッズ保育園 市川園」を開園 福島県西白河郡矢吹町に小規模認可保育所「サンライズキッズ保育園 矢吹町園」を開園 沖縄県名護市に小規模認可保育所「サンライズキッズ保育園 名護園」を開園 滋賀県甲賀市に小規模認可保育所「サンライズキッズ保育園 水口園」を開園 |
| 2021年6月     | 本社を横浜市西区（GM 21 ビル）から横浜市西区(横浜ランドマークタワー)に移転 運営の小規模認可保育所が 28 施設、認可保育所が１施設、企業主導型保育所が１施設、認認可外保育所が１施設となる 児童福祉事業ICT化システム「Hoic・GAKUDOU」が全国 52 施設と６自治体（ 56 施設）の保育園・学童・子育て支援施設で導入となる |
| 2022年4月     | 奈良県生駒市に小規模認可保育所「サンライズキッズ保育園 生駒園」を開園 滋賀県甲賀市に小規模認可保育所「サンライズキッズ保育園 甲南園」を開園 滋賀県野洲市に小規模認可保育所「サンライズキッズ保育園 野洲園」を開園 兵庫県加西市に小規模認可保育所「サンライズキッズ保育園 加西園」を開園 兵庫県明石市に小規模認可保育所「サンライズキッズ保育園 明石園」を開園 長野県安曇野市に小規模認可保育所「サンライズキッズ保育園 豊科園」を開園 山形県山形市に小規模認可保育所「サンライズキッズ保育園 山形園」を開園 福岡県遠賀郡岡垣町に小規模認可保育所「サンライズキッズ保育園 岡垣園」を開園 神奈川県足柄上郡松田町に小規模認可保育所「サンライズキッズ なのはな保育園」を開園 |
| 2022年5月     | ベビーシッター事業を開始 |
| 2022年7月     | 婚活事業を譲渡 |
| 2022年12月    | 栃木県宇都宮市に小規模認可保育所「サンライズキッズ保育園 宇都宮園」を開園 運営の小規模認可保育所が 38 施設、認可保育所が１施設、企業主導型保育所が１施設、認可外保育所が１施設となる 児童福祉事業ICT化システム「Hoic・GAKUDOU」が全国 94 施設と 10 自治体（ 84 施設）の保育園・学童・子育て支援施設で導入となる |
| 2023年4月     | 茨城県那珂市に小規模認可保育所「サンライズキッズ保育園 那珂園」を開園 大阪府八尾市に小規模認可保育所「サンライズキッズ保育園 八尾園」を開園 奈良県生駒市に小規模認可保育所「サンライズキッズ保育園 西松ケ丘園」を開園 |
| 2023年12月    | 長野県北安曇郡白馬村に小規模認可保育所「サンライズキッズ保育園 白馬園」を開園 運営の小規模保育所が 42施設、認可保育所が１施設、企業主導型保育所が１施設となる 児童福祉事業ICT化システム「Hoic・GAKUDOU」が全国 142 施設と 14 自治体（ 137 施設）の保育園・学童・子育て支援施設で導入となる |
| 2024年4月     | 大阪府八尾市に小規模認可保育所「サンライズキッズ保育園 曙川園」を開園 |
| 2024年7月     | 株式移転により、株式会社エクシオホールディングス（資本金５千万円）を設立し、株式会社エクシオジャパンを完全子会社化 |
| 2024年11月    | 福島県に小規模認可保育所「サンライズキッズ保育園 矢吹北町園」を開園 運営の小規模保育所が44施設、認可保育所が1施設、企業主導型保育所が1施設となる 児童福祉事業ICT化システム「Hoic・GAKUDOU」が全国142施設と14自治体（137施設）の保育園・学童・子育て支援施設で導入となる |
| 2025年4月     | 長野県上田市に小規模認可保育所「サンライズキッズ保育園 上田園」を開園 奈良県橿原市に小規模認可保育所「サンライズキッズ保育園 橿原園」を開園 兵庫県明石市に小規模認可保育所「サンライズキッズ保育園 西明石園」を開園 岐阜県各務原市に小規模認可保育所「サンライズキッズ保育園 各務原園」を開園 千葉県八千代市に小規模認可保育所「サンライズキッズ保育園 勝田台園」を開園 運営の小規模保育所が 49施設、認可保育所が１施設、企業主導型保育所が１施設となる |

## 本社[11]
住所：〒2208138 　神奈川県横浜市西区 みなとみらい2-2-1横浜ランドマークタワー38F

## 保育事業[12]
エクシオジャパンは全国に認可保育所１施設、小規模保育所49施設、企業主導型保育所１施設を直営で運営している。認可保育所では、０歳から2歳までの幼児を受け入れ、幼児教育カリキュラムに基づいた教育プログラムを提供。このカリキュラムには、英語・リトミック・体操・フラッシュカード・ドッツカード・絵本の読み合いなどが含まれており、専門家（大学教授・専門家）による最新の幼児教育指導を受けている。保護者に選ばれる保育園を目指し、保育士のサポート環境の整備に努め、高い在園率を誇る保育園として、子どもたちの健やかな成長を支援し、地域社会に貢献することを目指している。
保育理念としては、「もっと輝け、明日のぼく・わたし！周りに光とパワーを与える、ぽかぽか暖かい太陽のような子になろう。」を掲げ、子ども達の主体性を尊重し、園での活動を通じて自己肯定感を高め、自己表現力や問題解決能力を育む支援を行っている。保育士は専門的な知識やスキルを継続的に研鑽し、保育の質の向上に努めている。また、働きやすい環境づくりやワークライフバランスの支援、ICTの導入などを通じて、職員の満足度向上にも取り組んでいる。
●認可保育所運営
●小規模保育所運営
●企業主導型保育所運営

## 保育園施設

### 英語教育保育
- サンライズキッズインターナショナルスクール湘南平塚校 - 2019年4月開園[13]
- サンライズキッズインターナショナルスクール横浜校 - 2012年4月開園 - 2024年3月譲渡[14]
- サンライズキッズインターナショナルスクール東京校 - 2014年11月開園 - 2023年3月閉園[15]

### 認可保育園[16]
山形県
- サンライズキッズ保育園 山形園 - 2022年4月開園

福島県
- サンライズキッズ保育園 矢吹町園 - 2021年4月開園
- サンライズキッズ保育園 矢吹北町園 - 2024年11月開園

茨城県
- サンライズキッズ保育園 那珂園 - 2023年4月開園

栃木県
- サンライズキッズ保育園 宇都宮園 - 2022年12月開園

東京都
- サンライズキッズ保育園 北区園 - 2017年4月開園
- サンライズキッズ保育園 白山園 - 2017年4月開園
- サンライズキッズ保育園 亀戸園 - 2019年4月開園

神奈川県
- サンライズキッズ保育園 相模原園 - 2017年4月開園
- サンライズキッズ保育園 小田原園 - 2018年4月開園
- サンライズキッズ保育園 平塚園 - 2019年4月開園
- サンライズキッズ保育園 厚木園 - 2019年4月開園
- サンライズキッズ なのはな保育園 - 2022年4月開園

千葉県
- サンライズキッズ 都賀園 - 2019年4月開園
- サンライズキッズ保育園 市川園 - 2021年4月開園
- サンライズキッズ保育園 奏の杜園 - 2017年4月開園
- サンライズキッズ保育園 谷津園 - 2018年4月開園
- サンライズキッズ保育園 津田沼園 - 2017年4月開園
- サンライズキッズ保育園 君津園 - 2019年4月開園
- サンライズキッズ保育園 勝田台園 - 2025年4月開園

長野県
- サンライズキッズ保育園 安曇野園 - 2021年4月開園
- サンライズキッズ保育園 松本園 - 2021年4月開園
- サンライズキッズ保育園 豊科園 - 2022年4月開園
- サンライズキッズ保育園 白馬園 - 2023年12月開園
- サンライズキッズ保育園 上田園 - 2025年4月開園

岐阜県
- サンライズキッズ保育園 各務原園 - 2025年4月開園

愛知県
- サンライズキッズ 名古屋港園 - 2017年4月開園
- サンライズキッズ保育園 今伊勢園 - 2018年4月開園
- サンライズキッズ保育園 国府宮園 - 2018年4月開園

滋賀県
- サンライズキッズ保育園 大津園 - 2018年4月開園
- サンライズキッズ保育園 瀬田駅前園 - 2019年4月開園
- サンライズキッズ保育園 湖南石部園 - 2018年4月開園
- サンライズキッズ保育園 水口園 - 2021年4月開園
- サンライズキッズ保育園 甲南園 - 2022年4月開園
- サンライズキッズ保育園 野洲園 - 2022年4月開園

奈良県
- サンライズキッズ保育園 生駒園 - 2022年4月開園
- サンライズキッズ保育園 西松ケ丘園 - 2023年4月開園
- サンライズキッズ保育園 橿原園 - 2025年4月開園

大阪府
- サンライズキッズ保育園 高槻園 - 2018年4月開園
- サンライズキッズ保育園 高槻駅前園 - 2018年4月開園
- サンライズキッズ保育園 八尾園 - 2023年4月開園
- サンライズキッズ保育園 曙川園 - 2024年4月開園

兵庫県
- サンライズキッズ保育園 伊丹園 - 2021年4月開園
- サンライズキッズ保育園 加西園 - 2022年4月開園
- サンライズキッズ保育園 明石園 - 2022年4月開園
- サンライズキッズ保育園 西明石園 - 2025年4月開園

鳥取県
- サンライズキッズ保育園 境港園 - 2018年4月開園

広島県
- サンライズキッズ保育園 観音新町園 - 2019年4月開園

福岡県
- サンライズキッズ保育園 岡垣園 - 2022年4月開園

沖縄県
- サンライズキッズ保育園 名護園 - 2021年4月開園

## 育脳カリキュラム
| 英語×育脳                 | 園では、リズム遊びや読み聞かせを通じて、園児が楽しみながら英語に触れるカリキュラムを実施している。初めての英語に自然と興味を持ち、知的好奇心を刺激しながらワーキングメモリを鍛える内容となっている。意味がわからなくても、リズムや音の心地よさを感じ取り、音楽のように英語を楽しめるよう工夫している。 |
| リトミック×育脳           | リトミックの時間では、多様な音楽に触れる活動を通じて、園児が音程・強弱・リズムなどを自然に体感できるようにしている。楽器にも触れる機会を設け、音楽的感性や表現力の芽を育んでいる。 |
| 体操×育脳                 | 園では体操やボール遊びを取り入れ、園児が「共同注意（相手と同じものを見る力）」を養う活動を行っている。共同注意は生後9ヶ月頃から見られる重要な発達段階であり、これを育てることが、人との関わりやコミュニケーション力の基盤を築くことにつながるよう意図されている。                                      |
| 絵本×育脳                 | 絵本の読み合いは毎日の保育に取り入れており、親子での活動だけでなく、保育士とのやりとりを通して子どもの情緒や想像力を育む機会としている。読み合いのあとには、内容について質問を投げかけたり、子どもたち自身が感じたことを話す時間を設けている。                                                         |
| フラッシュカード×育脳     | 朝の会では、園児向けにフラッシュカードを5〜10分程度行い、視覚的な刺激を通じて右脳の発達を促す活動を取り入れている。絵や記号をテンポよく見せることで、見る力や記憶力を高め、子どもたちもゲーム感覚で楽しんでいる。                                                                                      |
| 算数（ドッツカード）×育脳 | 園では、フラッシュカードの一環としてドッツカードを活用。朝の会や帰りの会に取り入れ、園児が数や量を直感的に捉える力を育てている。右脳を活性化させることで、計算に必要な基礎的な力や、イメージする力を伸ばすことを目的としている。                                                                       |

## 保育士資格所得支援
保育士の人材確保の難しさが顕在化し、各自治体の保育士不足も明らかになっていることもあり、2018年4月に保育士不足を解消するためと採用の施策として、保育士人材派遣事業と保育士資格取得事業を開始。
●サンライズ保育士資格取得スクール

## 飲食事業
2007年にハワイ・オアフ島で開業したカフェ・カイラと、日本国内における独占的フランチャイズ契約を締結している。日本では、千葉県浦安市の商業施設「イクスピアリ」に店舗を出店しており、パンケーキやハワイ料理などを提供している。
・飲食施設
カフェ・カイラ舞浜店 - 2014年8月開店

## 受賞歴
| 開催回 | 賞名                 | 受賞部門                             | 受賞内容 | 受賞店舗名        |
| ------ | -------------------- | ------------------------------------ | -------- | ----------------- |
| 第27回 | ハレアイナ賞2011受賞 | ベスト朝食賞                         | 金賞     | カフェ・カイラ    |
| 第29回 | ハレアイナ賞2013受賞 | ベスト･ブレックファスト賞            | 銀賞     | カフェ・カイラ    |
| 第30回 | ハレアイナ賞2014受賞 | ベスト･ブレックファスト賞            | 銀賞     | カフェ・カイラ    |
| 第31回 | ハレアイナ賞2015受賞 | ベスト朝食レストラン                 | 金賞     | カフェ・カイラ    |
| 第32回 | ハレアイナ賞2016受賞 | ベスト・ブレックファスト             | 金賞     | カフェ・カイラ    |
| 第33回 | ハレアイナ賞2017受賞 | ベスト・ブレックファスト             | 金賞     | カフェ・カイラ    |
| 第33回 | ハレアイナ賞2017受賞 | ベスト・グルメ・コンフォート・フード | 銀賞     | カフェ・カイラ    |
| 2017年 | 111-HAWAII AWARD受賞 | パン・スイーツ部門                   | 第2位    | Matcha Cafe Maiko |
| 第34回 | ハレアイナ賞2018受賞 | ベスト・ブレックファスト             | 金賞     | カフェ・カイラ    |
| 第34回 | ハレアイナ賞2018受賞 | ベスト・グルメ・コンフォート・フード | 銀賞     | カフェ・カイラ    |
| 第35回 | ハレアイナ賞2019受賞 | ベスト・ブレックファスト             | 金賞     | カフェ・カイラ    |
| 第35回 | ハレアイナ賞2019受賞 | ベスト・グルメ・コンフォート・フード | 銀賞     | カフェ・カイラ    |
| 第36回 | ハレアイナ賞2020受賞 | ベスト・ブレックファスト             | 金賞     | カフェ・カイラ    |
| 第36回 | ハレアイナ賞2020受賞 | ベスト・ブランチ                     | 銅賞     | カフェ・カイラ    |
| 第37回 | ハレアイナ賞2021受賞 | ベスト・ブレックファスト             | 金賞     | カフェ・カイラ    |
| 第37回 | ハレアイナ賞2021受賞 | ベスト・ブランチ                     | 金賞     | カフェ・カイラ    |
| 第38回 | ハレアイナ賞2022受賞 | ベスト・ブランチ                     | 金賞     | カフェ・カイラ    |
| 第39回 | ハレアイナ賞2023受賞 | ベスト・ブレックファスト             | 金賞     | カフェ・カイラ    |
| 第39回 | ハレアイナ賞2023受賞 | ベスト・ブランチ                     | 金賞     | カフェ・カイラ    |
| 第40回 | ハレアイナ賞2024受賞 | ベストサービス                       | 銅賞     | カフェ・カイラ    |
| 第40回 | ハレアイナ賞2024受賞 | ベスト・ブレックファスト             | 金賞     | カフェ・カイラ    |
| 第40回 | ハレアイナ賞2024受賞 | ベスト・ブランチ                     | 金賞     | カフェ・カイラ    |

## 閉店店舗・譲渡店舗
- 抹茶カフェ舞妓（ホノルル） 2016年7月開店　-　2019年8月譲渡[36]

## その他事業
- ICTサービス[37]

2019年4月、企業主導型保育事業の開始にあわせて、社内用の保育業務支援システムを開発。さらに同年6月からは、このシステムを外部にも提供する形でICT事業を展開した。現在では、全国21自治体・303施設の保育園・学童・子育て支援施設に導入されている。
- Hoic - 業務負担を減らし、保護者満足度を上げる保育園ICT化業務支援管理システム
- GAKUDOU - 児童の入退室記録の管理など学童や児童クラブに特化した業務支援システム
- バスどこ？ - 園バスがどこにいるのか、施設側と保護者側で確認できる位置情報システム
- 降りたよシステム - スマホで QR コードを読み取るだけで主な原因となる園バス運転手の車内チェック忘れを防止するシステム

- AZUKARI - 一時保育の予約をWebで完結。いつでも申し込めるサービス

- 一時預かりシステム - 保育施設さま向けの一時預かりシステム

- フォトライク - ネットで写真の公開・販売・決済まで完結できるインターネット写真販売サービスの運用

- ベビーシッターサービス[39]

保育施設では対応が難しい急な保育依頼をカバーすることを目的に、ベビーシッターサービスを開始。全国の利用者とベビーシッターをつなぐ出会いの場を提供している。利用者はウェブサイトを通じて、自身のニーズや希望に合ったシッターを検索・選択できる仕組み。ベビーシッター分野においては、子育て支援の一翼を担う重要なサービスとして位置づけている。
- キッズパーク[41]

## 過去に展開した事業
- 婚活イベント事業（2002年3月開始 - 2022年7月譲渡）
- 結婚相談所ブライダル情報センター（2002年3月開始 - 2022年7月譲渡）
- ロイヤルカイラウェディング（2013年7月開始 - 2019年12月譲渡）
- ハワイSPA事業（2013年7月開始 - 2019年12月譲渡）
- 沖縄chillmaリゾート（2016年7月開始 - 2021年7月譲渡）
- 珊瑚の教会（2018年7月開始 - 2021年7月譲渡）
- MATCHA CAFÉ MAIKO（2016年7月開始 - 2019年6月譲渡）
- Berryマガジン仙台（2007年5月創刊 - 2010年2月廃刊）
- Berryマガジン横浜（2008年2月創刊 - 2013年7月廃刊）
- ハワイドッグ（2012年10月開始 - 2021年10月譲渡）
- スタディハワイ（2013年3月開始 - 2021年10月譲渡）
- 市民生命保険相談センター（2001年11月開始 - 2017年9月終了）
- 紳士服オーダースーツ（2012年4月開始 - 2021年4月終了）
- ドレスサロンプルメリア（2015年5月開始 - 2019年12月終了）
- 靴磨きサービス（2020年5月開始 - 2021年4月譲渡）
- マリアージュ号（2009年12月開始 - 2020年5月終了）
- ビアンカレストラン（2011年4月開始 - 2016年10月終了）
- ステラ（2010年2月開始 - 2020年12月終了）
- ラビット車検（2009年1月開始 - 2021年7月終了）
- 宣伝トラック（2011年10月 - 2021年7月終了）

## 関連書籍
- ハワイの朝食レシピBOOK わが家で楽しむカフェ・カイラのメニュー（2016年1月、実業之日本社）ISBN4408111759[42]

- 福祉教科書 ゴロ合わせでらくらく暗記！保育士 完全合格要点ブック 第3版（著者：サンライズ保育士資格取得スクール）（2023年1月、翔泳社）ISBN4798177776[43]

- 福祉教科書 ゴロ合わせでらくらく暗記！保育士完全合格要点ブック 第2版（著者：サンライズ保育士資格取得スクール）（2019年12月、翔泳社）ISBN：9784798163321[44]

- 福祉教科書 ゴロ合わせでらくらく暗記! 保育士完全合格要点ブック 第1版（著者：サンライズ保育士資格取得スクール）（2018年7月、翔泳社）ISBN：9784798159584[45]
- 福祉教科書 保育士 実技試験対策テキスト（著者：サンライズ保育士資格取得スクール）（2024年8月、翔泳社）ISBN4798186082[46]
- 百万回 断られる力（著者：佐伯猛）（2011年10月17日、出版文化社）ISBN4883384519[47]

## イメージキャラクター[48]
- 加藤夏希　-2007年-2014年にエクシオイメージモデルを務めた。

- 中村俊介　- 2010年-2017年にエクシオイメージモデルを務めた。

- おのののか　- 2015年-2020年にエクシオイメージモデルを務めた。

- 杉本有美　-　2014年-2015年にウェディング事業と婚活事業のイメージモデルを務めた。

- 川島なお美　-　ハワイドッグのイメージモデルを一時期務めた。

- 花田美恵子　-　ハワイドッグのイメージモデルを一時期務めた。

## スポンサー・協賛履歴[49]
野球
- 横浜FC（2012年 -2017年）

- 福岡ソフトバンクホークス（2009年-2011年）

- 千葉ロッテマリーンズ（2012年-2018年）

バスケットボール
- 千葉ジェッツ（2013年-2016年）

マラソン
- 横浜マラソン（2015年-2017年）

ボクシング
- 亀田3兄弟（2009年-2014年）

## メディア
カフェ・カイラ
- 情報番組「とくダネ！」（2012年7月11日、フジテレビ）
- 女性自身（2012年8月7日号、光文社）
- Yahooトピックス「ハワイアン朝食ブーム来るか」（2012年7月5日、WEB）
- スッキリ！！（2012年7月3日、日本テレビ）
- シティリビング（2012年7月13日号、サンケイリビング新聞）
- Hanako（2012年8月9日号、株式会社マガジンハウス）
- 東京新聞編集局（2012年7月13日朝刊、東京新聞）
- 日刊経済通信（2012年6月30日WEB、株式会社日刊経済新聞社）
- Tabitte 東京（2014年7月1日号、昭文社）
- ピチレモン（2014年5月1日号、学研教育出版）
- Ｊ－ＷＡＶＥ（2012年7月23日、FM81.3）
- はなまるマーケット（2012年7月31日、TBSテレビ）
- 朝だ！生です　旅サラダ（2012年8月18日、朝日放送テレビ）
- anan（2012年8月8日号、株式会社マガジンハウス）
- 東京ウォーカー（2012年9月4日号、KADOKAWA）
- news every.（2012年8月27日、日本テレビ）
- クロノス（2012年8月14日、ＦＭ80.0）
- 王様のブランチ（2012年9月15日、TBSテレビ）
- 海外行くならこーでね～と！（2012年9月8日、テレビ東京）
- 知っとこ！（2012年9月1日、毎日放送）
- 極嬢ヂカラ　Premium（2012年9月18日、テレビ東京）
- まっぷるマガジン　東京ベストスポット2013（2012年10月15日号、昭文社）
- めざましテレビ（2012年10月12日、フジテレビ）
- オールスター感謝祭（2012年9月29日、TBSテレビ）
- 花咲かタイムズ（2012年11月10日、CBC 中部日本放送）
- めざましテレビ（2012年11月6日、フジテレビ）
- ズームイン!!サタデー（2012年10月20日、日本テレビ）
- いきなり！黄金伝説。（2013年1月11日、テレビ朝日）
- ワイドスクランブル（2012年11月9日、テレビ朝日）
- 月曜から夜ふかし（2012年12月11日、日本テレビ）
- Ｓａｆａｒｉ（2012年12月24日号、日之出出版）
- TRAVEL・STYLE　東京（2013年3月号、成美堂出版）
- cafe.mag（2013年1月号、グラフィス）
- フカボリン（2012年12月15日、テレビ東京）
- 素敵なフラ・スタイル（2012年12月27日号、イカロス出版）
- ZIP!（2012年12月18日、日本テレビ）
- STORY（2013年2月1日号、光文社）
- LEE（2013年2月7日号、集英社）
- Sma STATION!!（2013年1月13日、テレビ朝日）
- お願い！ランキング（2013年3月1日、テレビ朝日）
- トラベルコちゃん（2013年1月25日、WEB）
- CHECK TIME（2013年1月28日、TOKYO MX）
- Ranzuki（2013年3月23日号、ぶんか社）
- あさイチ（2013年2月4日、NHK）
- 旅行読売（2013年3月2日、旅行読売）
- 女性自身（2013年3月5日号、光文社）
- Gainer（2013年3月10日号、光文社）
- はなまるマーケット（2013年3月7日、TBSテレビ）
- ヒットの秘密BIZ（2013年2月24日、テレビ東京）
- となりのテレ金ちゃん（2013年2月16日、テレビ金沢）
- Mart（2013年3月28日号、光文社）
- SEDA（2013年4月7日号、日之出出）
- JJ（2013年3月23日号、光文社）
- GQ　JAPAN（2013年3月23日号、コンデナストジャパン）
- スプリング（2013年3月23日、宝島社）
- ヒルナンデス（2013年3月29日、日本テレビ）
- ジェネレーション天国（2013年3月4日、フジテレビ）
- FINE BOYS（2013年4月10日号、日之出出版）
- MORE（2013年4月27日号、集英社）
- steady（2013年4月7日号、宝島社）
- カーサブルータス（2013年4月10日号、マガジンハウス）
- マガジンハウスGINZA（2013年4月12日号、マガジンハウス）
- かわいい東京ガイド（2013年3月28日号、宝島社）
- Seventeen（2013年5月1日号、集英社）
- GISELe（2013年4月28日号、主婦の友社）
- オールスター感謝祭（2013年3月31日、TBSテレビ）
- めざましテレビ（2013年4月5日、フジテレビ）
- 女性セブン（2013年4月25日、小学館）
- 行列のできるパンケーキショップ100 みんなのパンケーキ部（2013年6月15日号、世界文化社出版）
- ヒルナンデス!（2013年4月12日、日本テレビ）
- ヒルナンデス!（2013年4月17日、日本テレビ）
- Popteen（2013年6月1日、角川春樹事務所）
- ELLE a table（2013年6月6日、ハースト婦人画報社）
- フラレア（2013年7月12日、文踊社）
- トーキョー☆ブックマーク（2013年5月29日、JR 東海WEB）
- ノンストップ！（2013年4月29日、フジテレビ）
- スーパーニュース（2013年4月29日、フジテレビ）
- 珈琲時間（2013年6月26日号、大誠社）
- 笑神様は突然に・・・（2013年6月21日、日本テレビ）
- FUDGE(ファッジ)（2013年6月12日号、三栄書房）
- セブンティーン（2013年7月1日号、集英社）
- 所さんの学校では教えてくれないそこんトコロ！（2013年6月14日、テレビ東京）
- Popteen（2013年7月1日号、角川春樹事務所）
- GLITTER（2013年6月7日号、トランスメディア株式会社）
- めざましテレビ（2013年5月31日、フジテレビ）
- にじいろジーン（2013年7月20日、フジテレビ）
- ｓａｉｔａ（2013年7月5日、セブン＆アイ出版）
- another　sky（2013年6月21日、日本テレビ）
- 小悪魔ageha（2013年7月1日号、インフォレスト）
- キラ☆キラ　GIRLYMAMA（2013年7月12日、テレビ朝日）
- メレンゲの気持ち（2013年6月22日、日本テレビ）
- メンズノンノ（2013年8月10日号、集英社）
- にじいろジーン（2013年7月20日、フジテレビ）
- 女性セブン（2013年8月8日号、小学館）
- 人生が変わる１分間の深イイ話（2013年8月5日号、日本テレビ）
- とくダネ！（2013年8月12日、フジテレビ）
- す・またん（2013年8月14日、読売テレビ）
- PON！（2013年8月15日、日本テレビ）
- はなまるマーケット（2013年8月21日、TBSテレビ）
- 美人百花（2013年10月号、株式会社角川春樹事務所）
- はなまるマーケット（2013年9月6日、TBSテレビ）
- Oha!4 NEWS LIVE（2013年9月23日、日本テレビ）
- とくダネ！（2013年10月8日、フジテレビ）
- 火曜サプライズ（2013年10月2日、日本テレビ）
- 東京ウォーカー（2013年12月号、KADOKAWA）
- めざましテレビ（2013年11月13日、フジテレビ）
- まっぷるマガジン 東京2015（2014年3月14日号、昭文社）
- おとなの週末（2014年1月号、講談社）
- non-no（2014年2月20日号、集英社）
- ヒットの秘密！（2013年12月22日、テレビ東京）
- ジェネレーション天国 2時間SP（2014年2月3日、フジテレビ）
- ホンマでっか？！TV（2014年2月26日、フジテレビ）
- お試しかっ！（2014年3月3日、テレビ朝日）
- 男子ごはん（2014年3月10日、テレビ東京）
- ニノさん（2014年4月20日、日本テレビ）
- 大槻ケンヂの日本のほほん化計画（2014年5月2日、BS12ch）
- Tabitte 東京（2014年7月1日号、Tabitte 東京）
- 超潜入!リアルスコープハイパー（2014年5月3日、フジテレビ）
- 情報番組「とくダネ！」（2014年5月5日、フジテレビ）
- NHKニュース おはよう日本（2014年5月14日、NHK）
- 教訓のススメ（2014年5月30日、フジテレビ）
- にじいろジーン（2014年5月31日、フジテレビ）
- 素敵なフラスタイル（2014年6月27日、イカロス出版）
- ハワイスタイル（2014年6月25日号、枻出版社）
- スーパーニュース（2014年6月16日、フジテレビ）
- TOKIOカケル（2014年7月10日、フジテレビ）
- スクール革命！（2014年7月14日、日本テレビ）
- ヒットリサーチ（2014年7月17日、BS-TBS）
- おうちで再現！ 外食レシピ大百科（2014年8月22日号、洋泉社）
- 中西哲生のクロノス（2014年7月24日、TOKYO FM）
- ウーマンオンザプラネット（2014年7月25日、日本テレビ）
- GOLD RUSH（2014年8月1日、J-WAVE）
- 所さんの目がテン！（2014年8月3日、日本テレビ）
- 本日開店します！（2014年8月5日、TBSテレビ）
- いっぷく！（2014年8月12日、TBSテレビ）
- AKBでアルバイト（2014年8月13日、フジテレビ）
- 王様のブランチ（2014年8月17日、TBSテレビ）
- いきなり！黄金伝説（2014年8月17日、テレビ朝日）
- ヒルナンデス！ （2014年8月30日、日本テレビ）
- 有吉弘行のダレトク!?（2014年9月16日、フジテレビ）
- スッキリ！（2014年9月17日、日本テレビ）
- 芸能人アノ同期は今（2014年9月21日、テレビ朝日）
- ロンブー淳の食べトク？！５（2014年9月28日、フジテレビ）
- お願い!モーニング（2014年9月30日、テレビ朝日）
- 紅リサーチ（2014年10月2日、テレビ朝日）
- 若大将のゆうゆう散歩（2014年11月10日、テレビ朝日）
- ジェンガの達人！ジェンガール（2014年11月14日、千葉テレビ）
- いっぷく（2014年11月14日、TBSテレビ）
- 日曜ビッグバラエティ 「バイキング家族２」（2014年11月16日、テレビ東京）
- 所さんのニッポンの出番（2014年11月26日、TBSテレビ）
- ピチレモン（2014年12月27日号、学研教育出版）
- まっぷるマガジン 東京 2016（2015年3月6日号、昭文社）
- AKBINGO!（2014年12月17日、日本テレビ）
- 全力脱力ニュース（2014年12月30日、フジテレビ）
- ワイドスクランブル（2015年1月20日、テレビ朝日）
- 交換少女～アノ娘の街に住んでみた～（2015年1月25日、テレビ東京）
- PON！（2015年2月6日、日本テレビ）
- 快撮（2015年3月、J：COM）
- 王様のブランチ（2015年4月11日、TBSテレビ）
- チャージ730！（2015年6月24日、テレビ東京）
- ニュース シブ5時（2015年7月3日、NHK）
- 直撃LIVE グッディ！（2015年8月4日、フジテレビ）
- テレ朝SMAPバラエティ部スマシプ！（2015年9月23日、テレビ朝日）
- スマステーション（2015年11月1日、テレビ朝日）
- 沸騰ワード10（2015年12月18日、日本テレビ）
- 今夜くらべてみました（2016年3月15日、日本テレビ）
- news every.（2016年2月17日、日本テレビ）
- スクール革命！（2016年3月20日、日本テレビ）
- 王様のブランチ（2016年5月7日、TBSテレビ）
- ズームイン！！サタデー（2016年5月21日、日本テレビ）
- マルコポロリ（2016年10月24日、関西テレビ）
- じゃがじゃがサタデー（2017年4月11日、テレビ宮崎）
- 林先生が驚く初耳学（2017年4月17日、TBSテレビ）
- NOGIBINGO!8（2017年4月25日、日本テレビ）
- 幸せ！ボンビーガール（2017年5月9日、日本テレビ）
- よじごじDays（2017年6月30日、テレビ東京）
- 欅坂46のあっぷっプリ（2018年5月21日、フジテレビ）
- よく元気でいられますね！？（2019年5月11日、フジテレビ）
- ワイド！スクランブル（2022年11月12日、テレビ朝日）
- ヒルナンデス！（2022年11月19日、日本テレビ）
- King & Princeる。（2023年3月12日、日本テレビ）